# Sommer-Paralympics 2024/Taekwondo
Bei den Sommer-Paralympics 2024 in Paris wurden in insgesamt sieben Wettbewerben im Taekwondo Medaillen vergeben. Die Entscheidungen fielen am 30. und 31. August 2024.

## Klassifizierung
Die Athletinnen und Athleten wurden in zwei Kategorien unterteilt ("K" steht für "Kyorugi", was "Kampf" bedeutet):
- K43: Sportlerinnen und Sportler mit beidseitiger Amputation unterhalb des Ellenbogens oder äquivalentem Funktionsverlust in beiden oberen Gliedmaßen.

- K44: Sportlerinnen und Sportler mit einseitiger Armamputation (oder äquivalentem Funktionsverlust) oder Verlust von Zehen, die sich auf die Fähigkeit zur ordnungsgemäßen Fersenhebung auswirken.

Para-Athleten der Klassen K43 und K44 traten in verschiedenen Gewichtsklassen gegeneinander an.

## Ergebnisse

### Medaillengewinner

#### Frauen
| Disziplin  | Gold                              | Silber             | Bronze                                 |
| ---------- | --------------------------------- | ------------------ | -------------------------------------- |
| bis 47 kg  | Leonor Angelica Espinoza Carranza | Ziyodakhon Isakova | Khwansuda Phuangkitcha Zakia Khudadadi |
| bis 52 kg  | Ulambajaryn Sürendschaw           | Zahra Rahimi       | Ana Japaridze Meryem Betul Cavdar      |
| bis 57 kg  | Li Yujie                          | Gamze Gürdal       | Palesha Goverdhan Silvana Fernandes    |
| bis 65 kg  | Ana Carolina Moura                | Djélika Diallo     | Lisa Gjessing Christina Gkentzou       |
| über 65 kg | Amy Truesdale                     | Guljonoy Naimova   | Eleni Papastamatopoulou Rajae Akermach |

#### Männer
| Disziplin  | Gold                | Silber                | Bronze                                |
| ---------- | ------------------- | --------------------- | ------------------------------------- |
| bis 58 kg  | Asaf Yasur          | Ali Can Ozcan         | Sabir Zeynalov Xiao Xiang Wen         |
| bis 63 kg  | Mahmut Bozteke      | Ganbatyn Bolor-Erdene | Antonino Bossolo Ayoub Adouich        |
| bis 70 kg  | Imamaddin Khalilov  | Fatih Çelik           | Juan Diego García López Juan Samorano |
| bis 80 kg  | Asadbek Toshtemirov | Luis Mario Nájera     | Alireza Bakht Joo Jeong-hun           |
| über 80 kg | Matt Bush           | Aliaskhab Ramazanov   | Evan Medell Hamed Haghshenas          |

## Medaillenspiegel

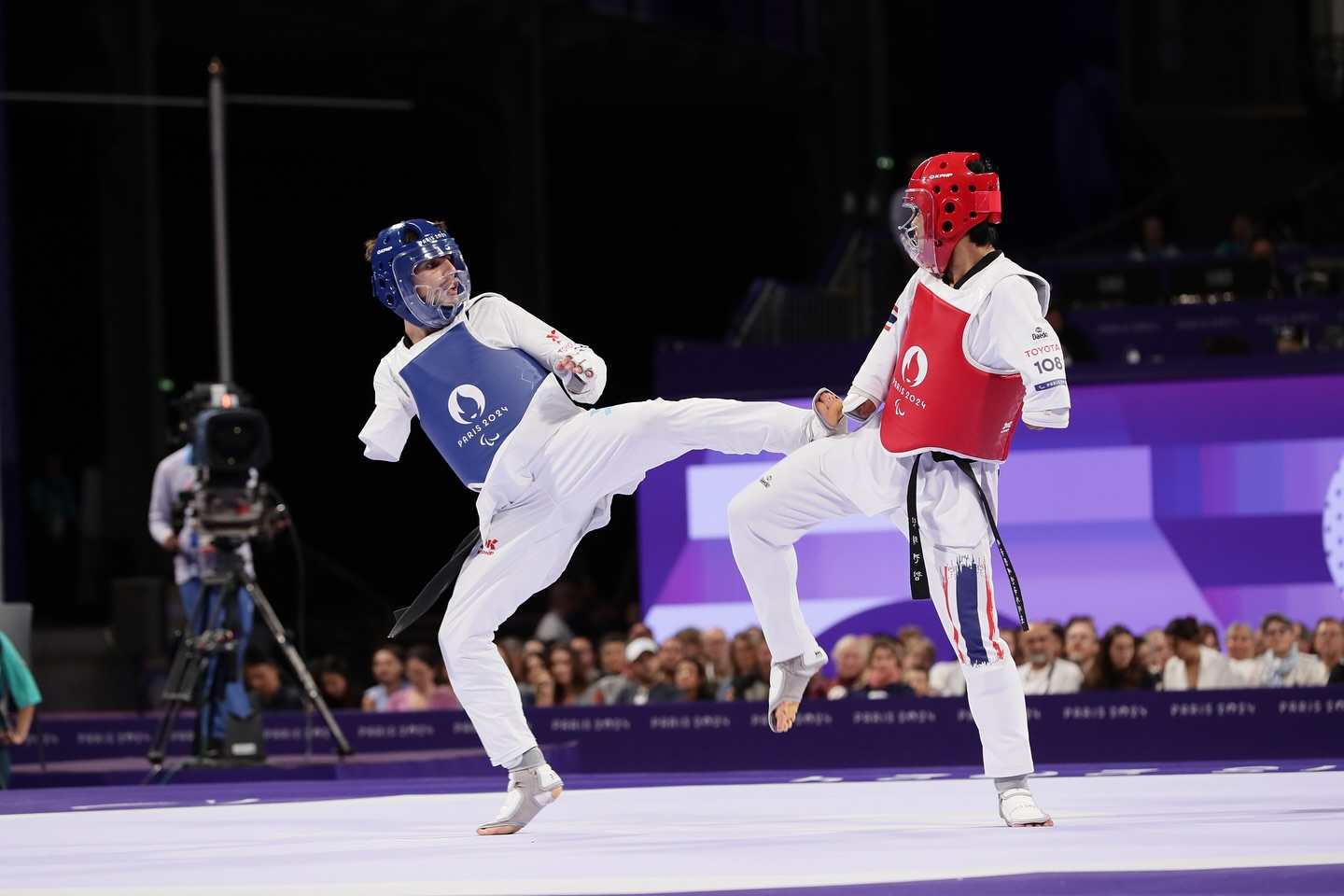
Sabir Zeynalov (Aserbaidschan) mit Thanwa Kaenkham (Thailand)

| Platz | Land                    | Goldmedaille – Paralympiasieger | Silbermedaille – 2. Platz | Bronzemedaille – 3. Platz | Gesamt |
| ----- | ----------------------- | ------------------------------- | ------------------------- | ------------------------- | ------ |
| 1     | Großbritannien          | 2                               | –                         | –                         | 2      |
| 2     | Türkei                  | 1                               | 3                         | 1                         | 5      |
| 3     | Usbekistan              | 1                               | 2                         | –                         | 3      |
| 4     | Mongolei                | 1                               | 1                         | –                         | 2      |
| 5     | Aserbaidschan           | 1                               | –                         | 1                         | 2      |
| 5     | Brasilien               | 1                               | –                         | 1                         | 2      |
| 7     | China                   | 1                               | –                         | –                         | 1      |
| 7     | Israel                  | 1                               | –                         | –                         | 1      |
| 7     | Peru                    | 1                               | –                         | –                         | 1      |
| 10    | Iran                    | –                               | 1                         | 2                         | 3      |
| 11    | Mexiko                  | –                               | 1                         | 1                         | 2      |
| 12    | Frankreich              | –                               | 1                         | –                         | 1      |
| 13    | Griechenland            | –                               | –                         | 2                         | 2      |
| 13    | Marokko                 | –                               | –                         | 2                         | 2      |
| 15    | Argentinien             | –                               | –                         | 1                         | 1      |
| 15    | Dänemark                | –                               | –                         | 1                         | 1      |
| 15    | Georgien                | –                               | –                         | 1                         | 1      |
| 15    | Italien                 | –                               | –                         | 1                         | 1      |
| 15    | Südkorea                | –                               | –                         | 1                         | 1      |
| 15    | Nepal                   | –                               | –                         | 1                         | 1      |
| 15    | Refugee Paralympic Team | –                               | –                         | 1                         | 1      |
| 15    | Thailand                | –                               | –                         | 1                         | 1      |
| 15    | Chinesisch Taipeh       | –                               | –                         | 1                         | 1      |
| 15    | Vereinigte Staaten      | –                               | –                         | 1                         | 1      |